# دحمد ولد تيغويدي
دحمد ولد تيغويدي (بالإنجليزية: Dahmed Ould Teguedi)‏ (مواليد 15 نوفمبر 1984 في موريتانيا) لاعب كرة قدم موريتاني دولي يجيد اللعب في خط الوسط . يلعب لصالح نادي أولمبيك أسفي المغربي منذ 2009 .

## روابط خارجية
- DZFoot Profile
- دحمد ولد تيغويدي على موقع قاعدة بيانات كرة القدم.إي يو (الإنجليزية)
- دحمد ولد تيغويدي على موقع ناشيونال فوتبول تيمز (الإنجليزية)